# Histoire & Mesure
Histoire & Mesure est une revue de sciences sociales créée en 1986. Elle inclut à la fois des articles sur l'histoire de la mesure et des statistiques et sur la mesure de l'Histoire.
L'intégralité de la collection d'Histoire & Mesure de 1986 à 2000 est en accès libre sur le portail Persée. Histoire & Mesure est accessible en texte intégral sur OpenEdition Journals.